# Kreckwitz
Kreckwitz, obersorbisch Krakecyⓘ, ist ein Ortsteil der Gemeinde Kubschütz in Sachsen. Der Ort gehört zum offiziellen sorbischen Siedlungsgebiet.

## Geographie

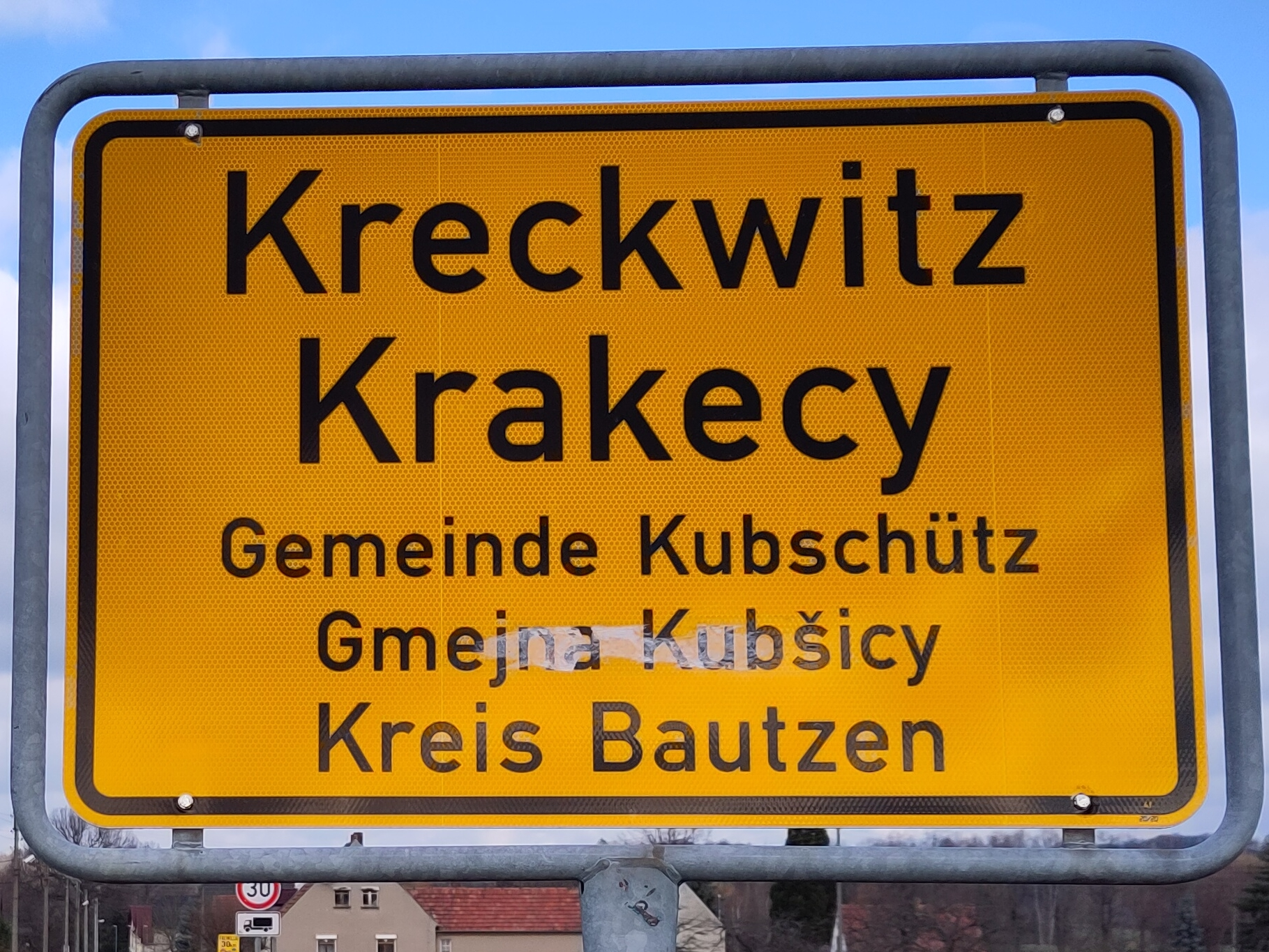
Ortsschild von Kreckwitz/Krakecy

Kreckwitz ist ein Platzdorf mit Gutsblock und Blockflur. Der Ortsteil befindet sich östlich ungefähr 5 km von Bautzen am Rande des Lausitzer Berglands. Durch Kreckwitz fließt der Albrechtsbach in östlicher Richtung. Im Norden grenzen die Kreckwitzer Höhen mit der Bundesautobahn 4 an die Ortschaft. Das umgebende Gelände besteht aus Wiesen, Feldern und vereinzeltem Mischwaldbestand. Ein langsam verlandender Teich liegt direkt im Ort.

## Geschichte
Kreckwitz wurde erstmals im Jahr 1352 als Herrensitz unter dem Namen Cristianus de Krekewicz erwähnt. Später wurde es zum Rittergut und erhielt nach mehreren Namensanpassungen im Jahre 1529 den noch heute amtlichen Namen Kreckwitz.
Für seine Statistik über die sorbische Bevölkerung in der Oberlausitz ermittelte Arnošt Muka in den achtziger Jahren des 19. Jahrhunderts eine Bevölkerungszahl von 239 Einwohnern; darunter waren 229 Sorben (96 %) und zehn Deutsche. Ernst Tschernik stellte 1956 noch einen sorbischsprachigen Bevölkerungsanteil von 80,6 % fest. Damit war Kreckwitz damals noch eines der evangelischen Dörfer im Bautzner Land mit dem höchsten sorbischen Bevölkerungsanteil. Seither hat die Zahl der Sorbisch-Sprecher stark abgenommen.
Das Herrenhaus Schloss Kreckwitz als zentrales Ortsanwesen wurde nach 1750 erbaut und nach 1813 umgestaltet. Seit 1901 befand sich das Rittergut mit dem Schloss im Besitz von Ottomar Mittag, der es Ende der 1920er Jahre an die Familie Riethmüller verkaufte. Nach dem Ende des Zweiten Weltkrieges 1945 wurde die Familie Riethmüller enteignet und das Schloss als Gemeindeverwaltung und Bibliothek genutzt. In den 1970er Jahren wurden im Dachgeschoss 3 Wohnungen ausgebaut, die bis in die 1990er Jahre bewohnt waren. Heute wird das Schloss unregelmäßig für Veranstaltungen, welche auf dem Festsaal stattfinden genutzt. Der Rest des Gebäudes bleibt ungenutzt.
Die bislang höchste Bevölkerungsanzahl wurde 1950 mit 339 Einwohnern erfasst und ist seitdem rückläufig. Kreckwitz befand sich in Eigenverwaltung und wurde erst 1979 nach Purschwitz eingemeindet. 1994 erfolgte die gemeinsame Eingliederung zu Kubschütz. Die kirchliche Organisation erfolgte 1530 mit der Pfarrung zu Purschwitz. Die Konfession der erstmals 1222 urkundlich erwähnten Kirche in Purschwitz ist evangelisch-lutherisch.

## Sehenswürdigkeiten

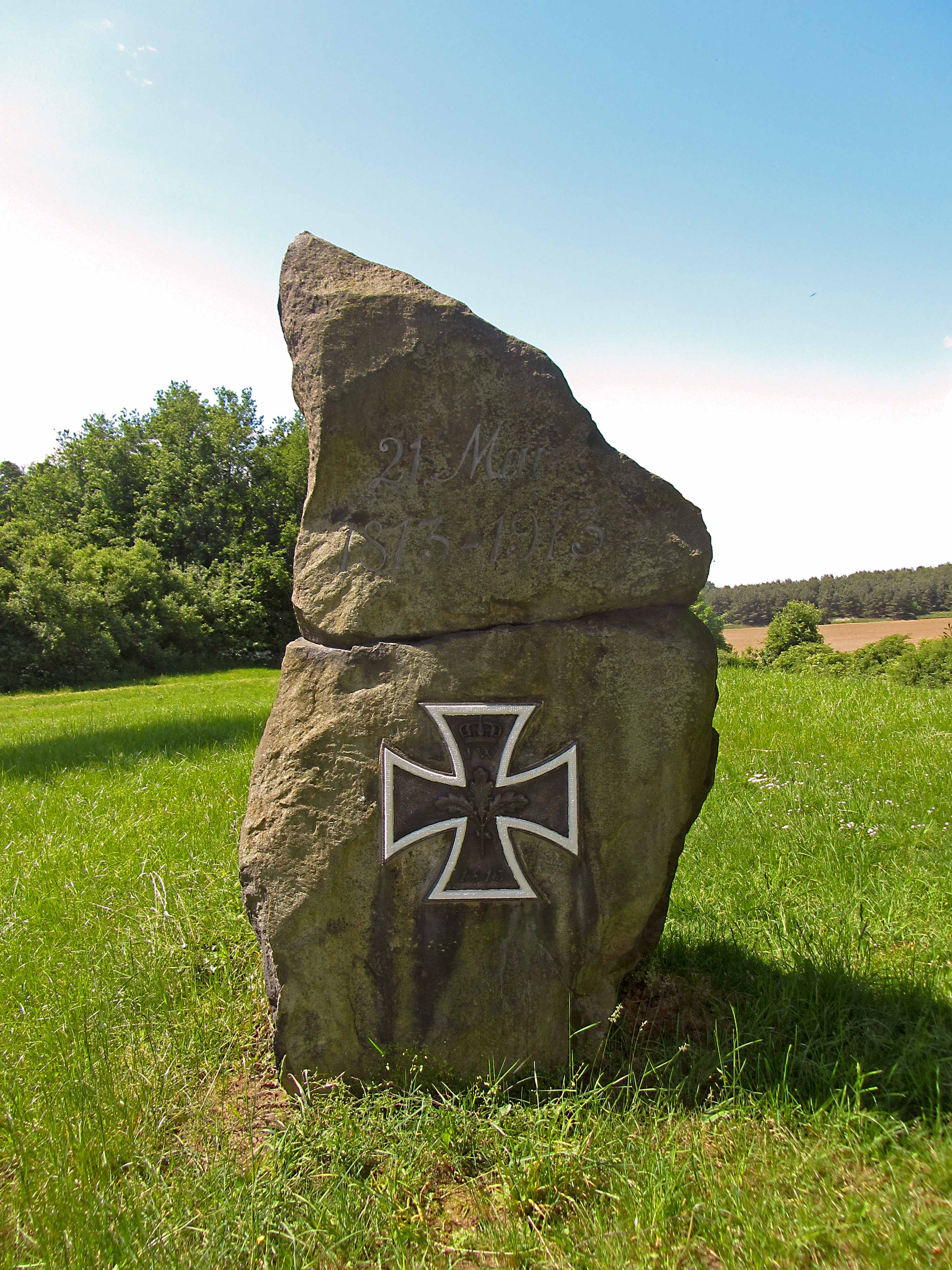
Blücherstein in Kreckwitz

In Kreckwitz befindet sich ein historisches Herrenhaus inklusive Gutshof und ein dazugehöriger Park, in dem jedes Frühjahr abertausende Krokusse blühen. Ein Dorfteich mit Insel diente früher der regionalen Fischzucht, ist mittlerweile jedoch sich selbst überlassen und verlandet zusehends als Biotop. 
Das Blücherdenkmal steht an den Kreckwitzer Höhen, genau nördlich vom ersten Hügel, bequem zu Fuß oder mit dem Fahrrad erreichbar. Auf der dritten Anhöhe (von insgesamt vier, gezählt von West nach Ost) der Kreckwitzer Höhen befindet sich auf der Südseite eine große Felsengruppe mit einem Felsvorsprung, den eine historische Inschrift zum Gedenken der Schlacht bei Bautzen von 1813 ziert.

## Sport und Freizeit
Im Jahre 1987 wurde Kreckwitz als sportlichstes Dorf im Kreis Bautzen ausgezeichnet. Der Mehrsportverein MSV Blau-Weiß Kreckwitz e. V. bietet dessen Mitglieder und Gästen ein breites Spektrum an Sportarten. Als Sportstätten dienen unter anderem eine Asphaltkegelbahn, ein Beachvolleyballplatz und ein Fußballplatz. Traditionelle Sportveranstaltungen sind der Kreckwitzer Höhenlauf, das Beachvolleyball-Sommerturnier, die Familienwanderung sowie das Sportfest des Vereins.

## Verkehrsanbindung
Durch Kreckwitz führt die Kreisstraße K 7220 (im Ort gibt es keine Straßennamen, nur Hausnummern), welche im Norden die S 119 in Doberschütz und im Süden die K 7219 kreuzt und dadurch in beiden Fällen die Anbindung in die nächstgelegene Stadt Bautzen sowie zur  Anschlussstelle Bautzen-Ost der Bundesautobahn 4 gewährleistet ist. An der Südkreuzung der K 7219 befand sich bis 2022 die einzige Haltestelle für Öffentliche Verkehrsmittel des Ortes, an der die Busse der Regionalbus Oberlausitz GmbH (Linie Bautzen – Baruth – Bautzen) regelmäßig verkehren. Diese wurde schlussendlich mit der Haltestelle für Schulbusse am Dorfplatz in der Dorfmitte zusammengelegt und das Buswartehäuschen an der K 7219 abgerissen.

## Geologie
Am östlichen Rand der Ortschaft wurde durch geophysikalische Messungen im Jahre 2001 ein verdecktes, ca. 650 bis 700 Meter großes Maar entdeckt und im Jahre 2003 nachgewiesen. Dieses Maar gilt als ein weiterer Zeuge des explosiven Vulkanismus im Tertiär auf dem heutigen Gebiet von Sachsen.

## Persönlichkeiten
- Christian Heinrich Menzner (1851–1927), Ingenieur und Komponist